# Ignaz Finsterwalder
Ignaz Finsterwalder, né le 6 juillet 1708 à Wessobrunn et mort en 1772 à Augsbourg, est un stucateur baroque de l'école de Wessobrunn.

## Biographie
Il travaille avec son frère Johann Baptist Finsterwalder à partir de 1740. Ils œuvrent surtout en Allemagne méridionale, en Souabe et Bavière du Sud et collaborent souvent avec l'architecte Franz Xaver Kleinhans.

## Œuvres principales

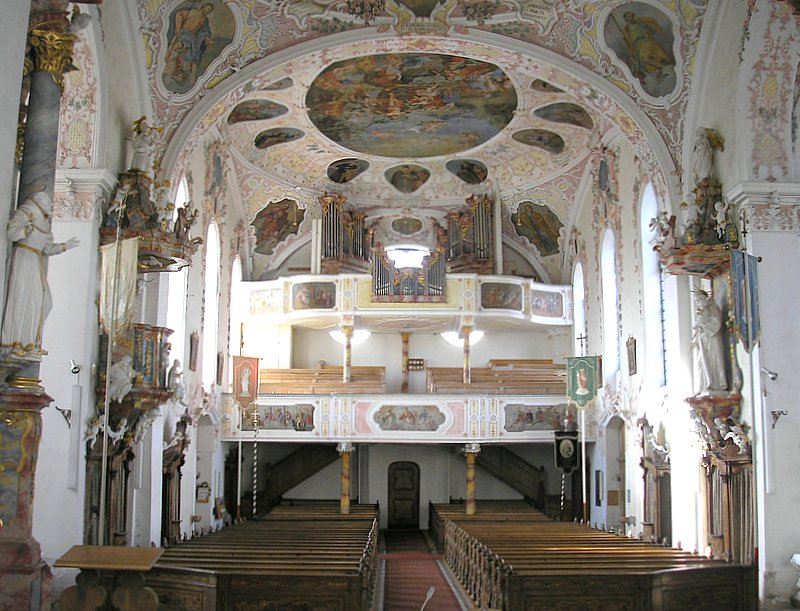
Vue de l'orgue et de la tribune de l'église de Bertoldshofen

- Église Saint-Michel de Bertoldshofen
- Église Notre-Dame du Bon-Secours de Klosterlechfeld
- Église Saint-Laurent-et-Sainte-Élisabeth d'Aulzhausen
- Église Sainte-Marie du couvent des Franciscaines de Dillingen
- Église Saint-Georges de Westendorf
- Église de la Nativité-de-la-Vierge de Senden
- Église abbatiale de l'abbaye de Scheyern
- Église Saint-Michel de Denklingen